# Саглабад (Марказі)
Саглабад (перс. سهل اباد) — село в Ірані, у дегестані Мошкабад, в Центральному бахші, шахрестані Ерак остану Марказі. За даними перепису 2006 року, його населення становило 693 особи, що проживали у складі 165 сімей.

## Клімат
Середня річна температура становить 13,78°C, середня максимальна – 33,43°C, а середня мінімальна – -9,65°C. Середня річна кількість опадів – 251 мм.
| Клімат поселення                              | Клімат поселення | Клімат поселення | Клімат поселення | Клімат поселення | Клімат поселення | Клімат поселення | Клімат поселення | Клімат поселення | Клімат поселення | Клімат поселення | Клімат поселення | Клімат поселення | Клімат поселення |
| Показник                                      | Січ.             | Лют.             | Бер.             | Квіт.            | Трав.            | Черв.            | Лип.             | Серп.            | Вер.             | Жовт.            | Лист.            | Груд.            |                  |
| Середній максимум, °C                         | 9,15             | 11,67            | 17,22            | 22,60            | 27,06            | 32,82            | 33,43            | 32,01            | 28,10            | 22,37            | 16,26            | 9,59             |                  |
| Середня температура, °C                       | −0,26            | 2,27             | 7,82             | 13,19            | 17,66            | 23,42            | 26,69            | 25,26            | 21,34            | 15,61            | 9,52             | 2,84             |                  |
| Середній мінімум, °C                          | −9,65            | −7,12            | −1,58            | 3,79             | 8,27             | 14,02            | 19,94            | 18,49            | 14,61            | 8,86             | 2,77             | −3,92            |                  |
| Норма опадів, мм                              | 38               | 37               | 45               | 30               | 23               | 2                | 1                | 1                | 0                | 11               | 25               | 38               |                  |
| Середньомісячна швидкість вітру, м/с          | 2.00             | 2.04             | 2.79             | 2.94             | 2.71             | 2.60             | 2.70             | 2.46             | 2.24             | 2.12             | 1.82             | 2.00             |                  |
| Середньомісячна сонячна радіація, кДж/м²·день | 9072             | 12554            | 15094            | 18505            | 22494            | 26777            | 25925            | 24185            | 21083            | 15687            | 11058            | 8887             |                  |
| --------------------------------------------- | ---------------- | ---------------- | ---------------- | ---------------- | ---------------- | ---------------- | ---------------- | ---------------- | ---------------- | ---------------- | ---------------- | ---------------- | ---------------- |
| Джерело:                                      |                  |                  |                  |                  |                  |                  |                  |                  |                  |                  |                  |                  |                  |